# Анна на шиї (фільм)
«Анна на шиї» (рос. Анна на шее) — радянський художній фільм, знятий в 1954 році Ісидором Анненським за своїм сценарієм, написаним за однойменною повістю А. П. Чехова. Лідер кінопрокату (31,9 млн глядачів). Приз — «Золота оливкова гілка» на Міжнародному кінофестивалі в Італії, 1957 рік.

## Сюжет
«Після вінчання не було навіть легкої закуски …» Антон Чехов пише в оповіданні, яке покладене в основу сценарію картини, про 18-річну дівчину Анну, яка, бажаючи допомогти своїй бідній сім'ї, змушена була погодитися на шлюб з 52-річним чиновником Модестом Олексійовичем. Після смерті матері її батько, вчитель краснопису і малювання в гімназії, Петро Леонтійович запив; у Петі і Андрійка, молодших братів-гімназистів, не було навіть чобіт. «Але ось знайомі дами заметушилися і стали шукати для Ані хорошу людину. Скоро знайшовся ось цей самий Модест Олексійович, немолодий і не гарний, але з грошима».
«Коли Косоротов отримав орден Святої Анни другого ступеня і прийшов дякувати (любив чоловік пригадувати Анні один випадок), то Його світлість висловився так: „ Значить, у вас тепер три Анни: одна в петлиці, дві на шиї“. У той час до Косоротова щойно повернулася його дружина, особа сварлива і легковажна, яку звали Анною. Сподіваюся, що коли я отримаю Анну другого ступеня, то його ясновельможність не матиме приводу сказати мені те ж саме…»
Аня постійно думала про те, що хоча вона й одружилася з багатим, «грошей у неї все ж не було, і, коли сьогодні її проводжали батько і брати, вона на їхніх обличчях бачила, що у них не було ні копійки». Подружжя стало жити на казенній квартирі. Аня цілими днями грала на роялі, або плакала від нудьги, чи читала романи й модні журнали. Модест Олексійович за обідом говорив про політику, про призначення й нагороди, про те, що сімейне життя є не задоволення, а борг. У суспільстві Модест Олексійович змушував Аню улесливо кланятися людям, які мають високі чини. Скупився, коли Аня просила його що-небудь купити їй. Коли Аня приходила провідати батька і братів, то відчувала, що вони соромляться і не знають, як себе вести. Слабкий і добрий батько Петро Леонтійович на свята грав на старій фісгармонії і як й раніше пив. А брати «Петя і Андрюша, худенькі, бліді хлопчики з великими очима, забирали у нього графин і говорили розгублено: „Не треба, татусю … Досить, татко …“».
З грошима у сім'ї Ані після її шлюб став ще гіршим Тільки одного разу Петро Леонтійович попросив у Аніного чоловіка 50 рублів. Модест Олексійович грошей дав, але пригрозив, що востаннє, тому що Петро Леонтійович п'є, а це ганебно. І брати, які приходили до Ані в гості, теж повинні були вислуховувати настанови Аніного чоловіка: «Кожна людина повинна мати свої обов'язки!». Грошей Модест Олексійович не давав, але зате він дарував Ані коштовності, кажучи, що ці речі добре мати на чорний день. І часто перевіряв: чи всі речі цілі.
Задовго до різдва Модест Олексійович став готувати Аню до традиційного зимового балу і навіть дав їй 100 рублів на плаття. Настав час балу. Аня блищала, зачаровуючи навіть найбайдужіших чоловіків. Аню помітив сам Його сіятельство і запросив її вести благодійний базар. Речі з Аніних рук розходилися нарозхват. «Підійшов Артинов, багач. Не відриваючи очей від Ані, він випив келих шампанського і заплатив сто рублів, потім випив чаю і дав ще сто». Аня «зрозуміла, що вона створена виключно для цього гучного, блискучого життя з музикою, що сміється, з музикою, танцями, шанувальниками». Свого батька вона починала соромитися: «їй уже було соромно, що у неї такий бідний, такий звичайний батько».
Наступного ранку після її тріумфу до Ані приїхав Артинов з візитом, а потім — Його світлість. Коли прийшов її чоловік Модест Олексійович, то «перед нею також стояв він тепер з тим же холопським-шанобливим виразом, який вона звикла бачити у нього в присутності сильних і знатних. І з захопленням, вже впевнена, що їй за це нічого не буде, вона сказала, чітко вимовляючи кожне слово: „Підіть геть, бовдур!“».
Після цього у Ані не було вже жодного вільного дня, тому що вона брала участь то в пікніку, то в прогулянці, то у виставі. Поверталася вона додому кожен день під ранок. Грошей потрібно було дуже багато, але вона тільки посилала чоловікові рахунки або записки: «Подательці цього видати 200 рублів». На Великдень Модест Олексійович все ж отримав Анну другого ступеня. Його світлість сказав на це: «Значить, у вас тепер три Анни: одна в петлиці, дві на шиї». Модест Олексійович відповів: «Тепер залишається чекати появи на світ маленького Володимира. Насмілюся просити Ваше сіятельство у прийомні». Він натякав на Володимира IV ступеня і вже уявляв, як він буде всюди розповідати про цей свій каламбур.
А Аня каталася на трійках, їздила з Артиновим на полювання і все рідше бувала у батька і братів. Петро Леонтійович запивав сильніше колишнього, грошей не було, і фісгармонію давно вже продав за борг. І коли під час прогулянок йому зустрічалася Аня на трійці з Артиновим, «Петро Леонтійович знімав циліндр і збирався щось крикнути, а Петя і Андрюша брали його під руки і говорили благально: „Не треба, татусю… Годі, татко …“».

## У ролях
- Алла Ларіонова — Анна Соболєва
- Олександр Сашин-Нікольський — Петро Леонтійович Соболєв, батько Анни
- Володимир Владиславський — Модест Олексійович
- Михайло Жаров — Артинов
- Олександр Вертинський — князь
- Наталія Бєльовцева — княгиня
- Ірина Мурзаєва — Мавра Григорівна
- Володимир Шишкін — Дездемона
- Геннадій Заїчкін — Щоголєв
- Галина Фролова — дама в кіоску
- Олексій Грибов — Іван Іванович
- Олександр Румнєв — розпорядник на балу
- Тетяна Панкова — Аграфена Семенівна, кравчиня
- Георгій Гумільовський — буфетник в театрі
- Михайло Шишков — циган
- Володимир Сошальський — офіцер з дамою в театрі (немає в титрах)
- Віра Алтайська — дама в кареті (немає в титрах)
- Клавдія Хабарова — дама в кареті (немає в титрах)
- Муза Крепкогорська — прихожанка і дівчина на балу (немає в титрах)
- Георгій Светлані — чиновник (немає в титрах)
- Ян Янакієв — гусар (немає в титрах)
- Олександр Жуков — лакей (немає в титрах)
- Катерина Мазурова — жінка в церкві (немає в титрах)
- Олена Вольська — дама (немає в титрах)
- Манефа Соболевська — дама (немає в титрах)
- Петро Рєпнін — гість на балу у князя (немає в титрах)
- Олександра Денисова — дама
- Клавдія Козльонкова — молода дама в кареті Артинова (немає в титрах)
- Валентина Ушакова — молода дама (немає в титрах)
- Лев Потьомкін — пан на балу
- Валентина Бєляєва — епізод (немає в титрах)
- Костянтин Барташевич — пан на балу (немає в титрах)

## Знімальна група
- Автор сценарію і режисер — Ісидор Анненський
- Оператор — Георгій Рейсгоф
- Художник — Олександр Діхтяр
- Композитор — Лев Шварц
- Звукорежисер — Дмитро Флянгольц
- Монтажер — Р. Шор
- Спецефекти — А. Крилова і В. Осьмінкіна
- Директор — Володимир Роговий